# Phymaspermum appressum
Phymaspermum appressum es una especie de planta floral del género Phymaspermum, tribu Anthemideae, familia Asteraceae. Fue descrita científicamente por Bolus.
Se distribuye por la provincia del Cabo, Sudáfrica.